# AB7 (sittvagn)
AB7 är en svensk sittvagn för första- och andraklass av 1980-talstyp.
Under 2008 bestämde sig SJ för att rusta upp och bygga om en del av sina 80-talsvagnar. Som en del av moderniseringsprogrammet 2009–2010 byggde man om alla AB9 vagnar till en ny modell med litteran AB7. Skillnaden består främst i att rökkupén i mitten tagits bort. Inredning i öppen salongsstil. Svart färgsättning utvändigt. De första ombyggda vagnarna trafiksattes i slutet av 2009. Eluttag av modell schuko installerades vid varje sittplats och 2 stycken toaletter placerade i varsin ände av vagnen.